# Syntagma Canonum

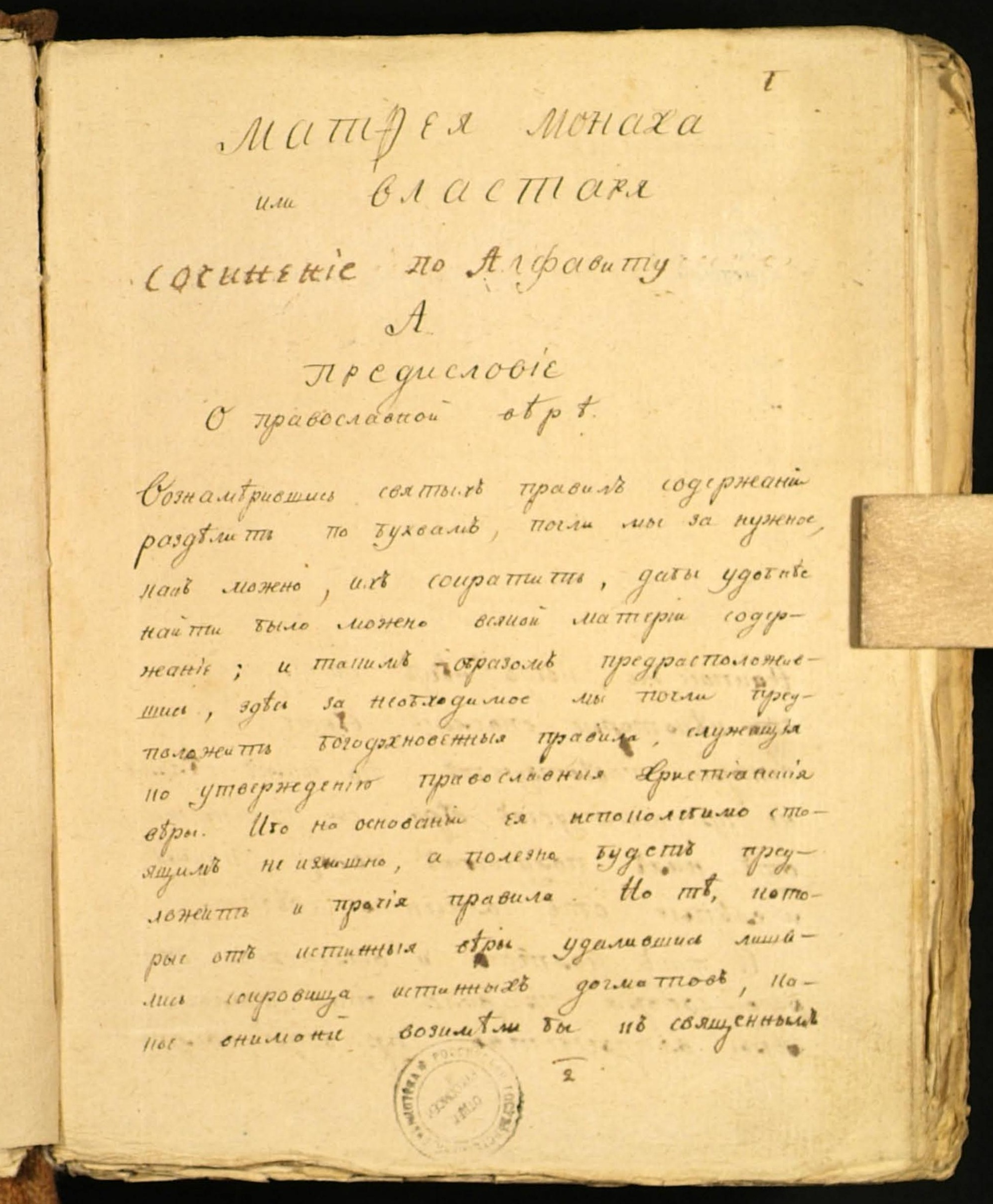
Syntagma alphabeticum di Matteo Blastares. Manoscritto del XVIII sec.

Il Syntagma Canonum è una collezione canonica realizzata nel 1335 da Matteo Blastares, un monaco greco della cui vita non si sa nulla di certo.
Il compilatore aveva l'obiettivo di rendere il diritto canonico in una forma più maneggevole e più accessibile di quanto apparisse nel Nomocanone di Fozio, e di fornire una presentazione più completa delle epitomi e delle sinossi di scrittori precedenti come Stefano (V secolo), Aristeno (1160), Arsenius (1255). L'autore ha organizzato la sua esposizione secondo un criterio alfabetico. Ha fatto 24 divisioni generali, ognuna segnata da una lettera dell'alfabeto greco. Queste sezioni si suddividono in 303 titoli, a loro volta distinti da lettere; ad esempio, la terza sezione contiene argomenti come: peri gamou (sul matrimonio), peri gynaikon (sulle donne), ecc. I titoli trattano, nell'ordine di diritto civile (nomoi politikoi) e del diritto ecclesiastico. Alcuni titoli tuttavia sono puramente ecclesiastici, altri puramente civili. Le ordinanze della Chiesa sono citate da raccolte precedenti, in particolare dal Nomocanone (883), mentre gli estratti di diritto civile sono per la maggior parte trascritti senza alcun riferimento alla loro origine. La raccolta presto divenne di uso generale tra il clero e conservò la sua autorità anche sotto il dominio ottomano.
Una traduzione in serbo seguì a ruota la prima pubblicazione del Syntagma Canonum. Un accorciamento fu persino incluso dall'imperatore serbo Dušan al codice di leggi da lui promulgato (1349). Da ciò sono state escluse le leggi puramente ecclesiastiche, ma la legislazione civile contenuta nel Syntagma è stata riprodotta ogni volta in cui fosse adattabile alle condizioni sociali della gente. Nel XVI secolo il Syntagma Canonum fu tradotto in bulgaro; nel diciassettesimo secolo in russo.